# Igreja de São Vicente de Paulo (Liverpool)
A Igreja de São Vicente de Paulo é uma igreja paroquial católica romana em St James Street, Liverpool, Inglaterra. É uma igreja paroquial ativa na Arquidiocese de Liverpool e na Área Pastoral de Liverpool South. A igreja está registrada na Lista do Patrimônio Nacional da Inglaterra como um Grau designado II * edifício listado.

## História
A igreja foi projetada por E.W. Pugin e construída entre 1856 e 1857. Em 1927, uma fachada de mármore foi adicionada ao altar-mor.

## Arquitetura

### Exterior
Construída em pedra, ao estilo do século XIII, a igreja tem telhados de ardósia. Seu plano consiste em uma de seis baía nave com um lanternim, norte e sul corredores, e um dois-bay -mor com o norte e capelas sul.  Na empena oeste está um delicado sino de madeira aberto, que é descrito no Pevsner Architectural Guide como a característica externa "mais marcante" da igreja. A fachada oeste tem um par de portas em arco sob um arco maior contendo um roundel. Acima disso está uma janela de oito luzes. A frente oeste é flanqueada por grandes contrafortes que se elevam mais alto do que os beirais. Ao longo das laterais do clerestório existem janelas de quatro luzes. Nas laterais da capela-mor encontram-se trapeiras, e a janela leste tem nove luzes.

### Interior
No interior da igreja, as arcadas de cinco vãos são sustentadas por pilares octogonais com capitéis profundamente entalhados com folhagens. Existem também arcadas entre a capela-mor e as capelas. O corredor sul contém confessionários. Na capela-mor e nas capelas existem altares em mármore, cada um com retábulos. Os retábulos da capela-mor foram desenhados por Pugin em 1867; é em alabastro ricamente esculpido e contém estátuas em nichos. Em cada capela há três estátuas em nichos com dossel. Estendendo-se por toda a igreja, há uma grade contínua de altar de mármore. A janela leste contém vitrais datados de 1925.

## Funcionalidades externas
Ao norte da igreja fica o presbitério, construído quase ao mesmo tempo que a igreja. É construído em tijolo e pedra e tem um telhado de ardósia. É em estilo neogótico, com dois andares, sótãos triangulares e altas chaminés. Tem quatro vãos e uma janela oriel. As outras janelas são caixilhos. O presbitério está listado no Grau II. 